# Patiño (A-14)
El Patiño (A-14) es un buque de aprovisionamiento de combate perteneciente a la Armada Española. Recibió el nombre del ministro de Marina José Patiño Rosales, al que Felipe V encomendó reformar la Armada. Fue un proyecto conjunto con la Armada Real de los Países Bajos, que adquirió un buque gemelo, el HNLMS Amsterdam (A-836). 

## Historial

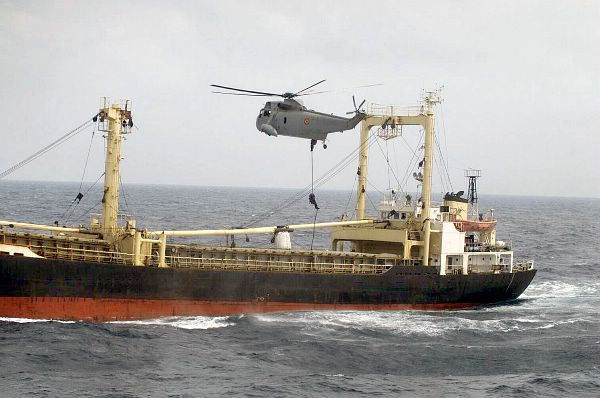
Asalto al So San en 2002.

El Patiño (A-14) participó en la operación Sharp Guard de apoyo al embargo de la ONU en Yugoslavia en 1996, y en la operación Allied Action durante la crisis de Kosovo en 1998.
Este buque saltó a los titulares de los medios españoles en 2002 cuando, junto con la fragata  Navarra (F-85), su dotación aérea y de operaciones especiales del Tercio de la Armada desarbolaron el buque  So San y lo abordaron como parte de la Operación Libertad Duradera, a varios cientos de millas al sureste de Yemen y a petición del gobierno de Estados Unidos. El So San, que navegaba sin bandera, intentó una acción evasiva, por lo que tras realizar cuatro disparos de aviso al agua a proa del buque y disparos de fusil sobre el casco del buque, al no obtener respuesta se disparó sobre un cable que cruzaba el So San de proa a popa para eliminar obstáculos y se procedió a abordarlo desde un helicóptero. El buque, procedente de Corea del Norte, transportaba una carga de 15 misiles Scud, 15 cabezas de combate convencionales con 250 kg de explosivo, 23 depósitos de combustible de ácido nítrico y 85 bidones de productos químicos. Yemen comunicó posteriormente el hecho de que la carga les pertenecía y protestó contra la intercepción, ordenando los Estados Unidos su devolución.
También ha participado en diversos ejercicios militares multinacionales por los mares de medio mundo, y ha formado parte en diversos periodos de las Fuerzas Navales de la OTAN en el Atlántico y el Mediterráneo. Otras misiones menos conocidas han transcurrido en el Cono Sur, abasteciendo a las unidades desplazadas allí con motivo de las maniobras UNITAS 44 en 2003.

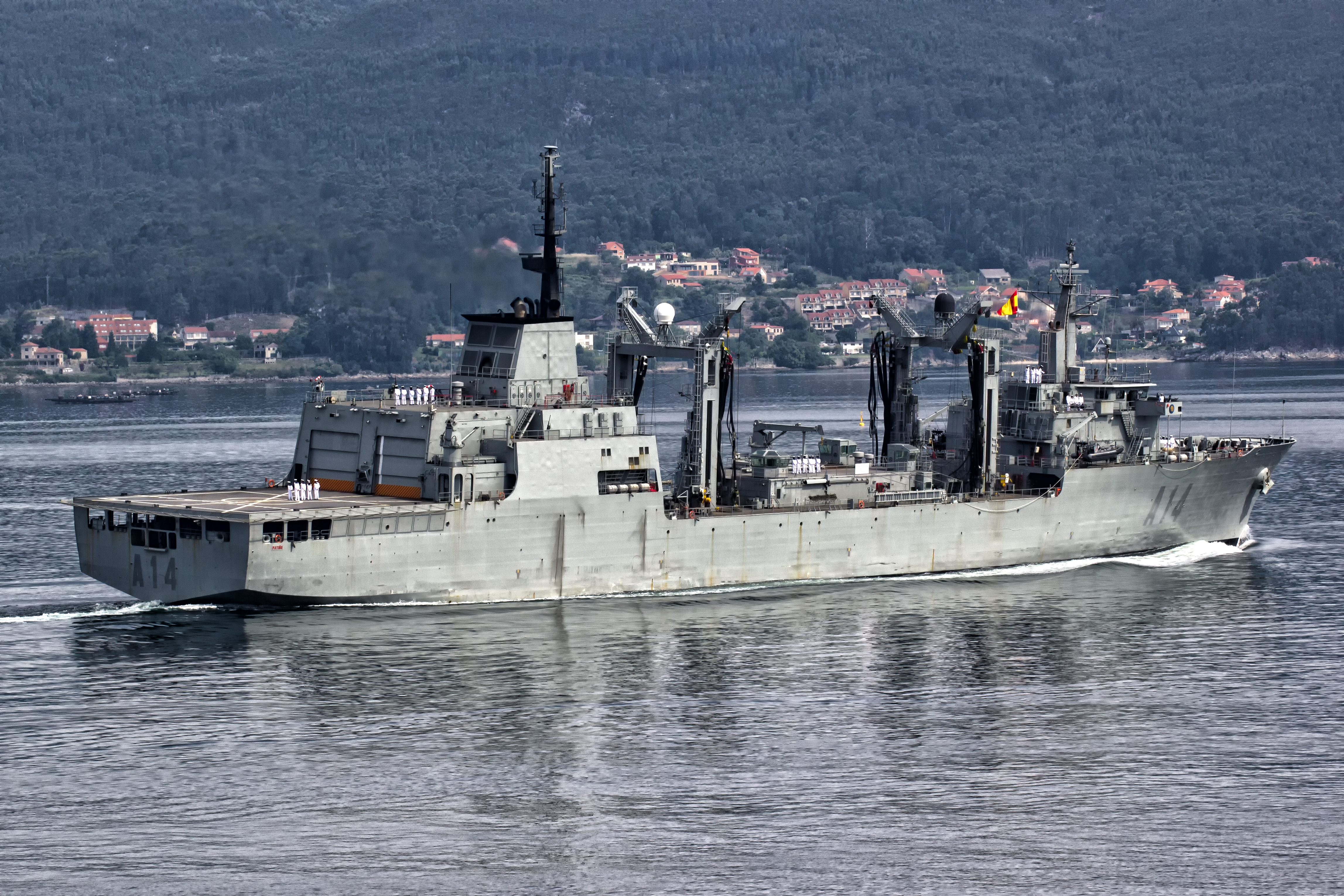
El A14 Patiño participando en el desfile naval por el 300 aniversario de la Real Compañía de Guardamarinas en la Escola Naval de Marín, año 2017.

En marzo de 2009, tomó parte en las maniobras de la OTAN Loyal Mariner, en aguas del sur de Cerdeña, junto con otras unidades españolas. Junto a la fragata Méndez Núñez, participó entre el 21 y el 30 de junio de 2010, en aguas de Portugal en los ejercicios Swordfish 2010, junto a unidades de Portugal, Italia y Francia. Desde el 30 de noviembre de 2010, hasta el 9 de febrero de 2011, permaneció en el océano Índico, como parte de la Operación Atalanta de lucha contra la piratería en aguas de Somalia El 21 de noviembre de 2011, zarpó desde su base de Ferrol para incorporarse por segunda vez a la operación contra la piratería en aguas del golfo de Adén y Somalia

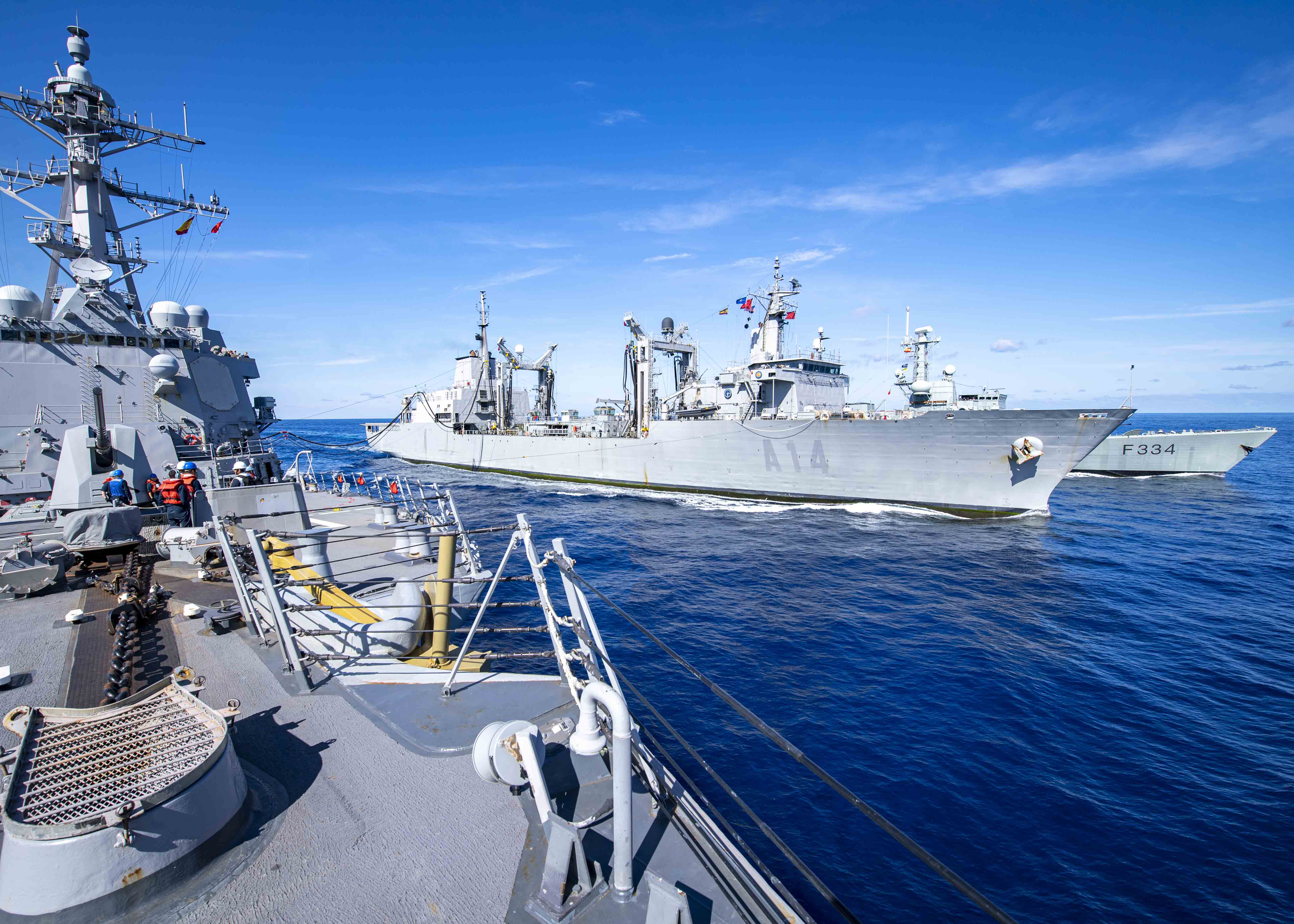
El A14 Patiño aprovisiona combustible al destructor estadounidense USS Gridley durante el ejercicio Dynamic Mariner 2019.

El 12 de enero de 2012 fue atacado por un esquife pirata en el océano Índico. El ataque se saldó con la muerte de un pirata y la detención de otros seis, cinco de ellos heridos, mientras que nadie en el buque resultó herido. Los piratas, fueron trasladados a Madrid por orden del juez Eloy Velasco para ser juzgados en la Audiencia Nacional. En el transcurso del mismo despliegue, a principios de marzo, auxilió a un dhow yemení, que se encontraba a la deriva tras haberse averiado su motor, al no poder ser reparado, le dio remolque hasta el límite de las aguas territoriales de Yemen, donde fue recogido por un remolcador. A finales de marzo, interceptó otra embarcación del mismo tipo y nacionalidad sospechosa de actos de piratería, en la que se encontraron 2 kalashnikov, 2 granadas RPG y una pistola; el mecánico y el capitán, de origen yemení, fueron entregados a las autoridades de Yemen, mientras que el resto de tripulantes, de origen somalí, fueron desembarcados en la costa norte de Somalia. Finalmente, arribó a su base en Ferrol el 26 de abril de 2012 tras ser relevado por la fragata Reina Sofía.
A mediados de octubre de 2014 participó en aguas de Cartagena el ejercicio de la OTAN Noble Mariner-14 junto a otros 24 buques de superficie, 6 submarinos de 16 países. El 1 de febrero se integró en la Agrupación Permanente de Escoltas de la OTAN (SNMG-2), permaneciendo hasta el día 28 de febrero, teniendo como objetivo la lucha contra el terrorismo en aguas del Mediterráneo dentro de la misión Active Endeavour. Con dicha agrupación, realizó unas maniobras en Croacia con base en Split.
El 4 de febrero de 2016 zarpó desde su base en Ferrol para dirigirse a Halifax en Canadá en un despliegue de 2 meses en apoyo de la Marina Real Canadiense tras una solicitud efectuada por el país norteamericano debido a sus carencias en buques de aprovisionamiento y dentro del principio de solidaridad de la OTAN. El 22 de marzo de 2016 inició desde Halifax su retorno a España tras finalizar el despliegue con la Armada Canadiense.
El 31 de agosto de 2016 volvió a zarpar de Ferrol con rumbo a Halifax para un nuevo despliegue junto a la Marina Real Canadiense, para volver a Ferrol el 18 de noviembre de 2016
En abril de 2021, una comisión de la Marina Portuguesa evaluó el buque en Ferrol para valorar su posible compra para sustituir al NRP Bérrio (A-5210), que fue dado de baja el 1 de julio de 2020 tras sufrir una avería en sus motores cuyo coste de reparación no era asumible.La compra no se verificó.
El buque ha participado en diferentes maniobras y misiones durante los años 2022 y 2023. En 2024 ha participado en el ejercicio OTAN Steadfast Defender.
En 2024 el presidente del gobierno anunció la construcción de un nuevo buque de aprovisionamiento en combate basado en el A-15 Cantabria que sustuirá al Patiño. A finales de mayo de 2025 faltaba la firma de la aprobación de la orden de ejecución, último trámite antes de empezar la construcción.La construcción del nuevo buque durará tres años.

## Ausencia de sistemas de armamento de proximidad
Al igual que la mayoría de buques de la Armada Española, el Patiño (A-14)  no dispone de armamento de proximidad (CIWS, por sus siglas en inglés).
La compañía MBDA España y la Subdirección General de Adquisiciones de la DGAM
firmaron un contrato para estudiar la viabilidad del desarrollo e integración de un sistema de Misiles de Defensa de Punto basado en la última versión del misil Mistral de MBDA. Por otra parte, la  española Escribano Mechanical & Engineering confirmaron que trabajan en un nuevo sistema de defensa antiaérea para buques.
Por el momento, los buques de alto valor estratégico para la Armada como el Landing Helicopter Dock (LHD) Juan Carlos I, los buques de Asalto Anfibio (BAA) Galicia y Castilla y los Buques de Aprovisionamiento de Combate (BAC) Patiño y Cantabria, no están provistos de este sistema.